# Hededet
| H | d · d | t | L7 |

| H | d · d | t | L7 |

Hededet (ḥdd.t) byla staroegyptská bohyně v podobě štíra. V mnohém se podobala bohyni Serket, ale v pozdějších obdobích byla spíše spojována s Isis. Byla zobrazována s hlavou štíra a s kojícím dítětem v náruči. Je také zmíněna v Knize mrtvých.